# Pomacentrus microspilus
Pomacentrus microspilus es una especie de peces de la familia Pomacentridae en el orden de los Perciformes.

## Hábitat
Es un pez de mar.

## Distribución geográfica
Se encuentra en Fiyi.